# 李承宝
李承宝（1964年—），青海湟中人，汉族，中华人民共和国政治人物、第十一届全国人民代表大会青海地区代表。
毕业于东北大学矿物加工系选矿专业。担任青海盐湖工业集团盐湖发展有限公司总工程师。2008年起担任全国人大代表。